# ويز-آرت
مهرجان لفيف الدولي للأفلام القصيرة ويز-آرت، هو مهرجان دولي سنوي للأفلام القصيرة، يُقام في لفيف، أوكرانيا في نهاية يوليو. بدأ المهرجان بالتنظيم الفني ويز-آرت، الذي تأسس في 2008. ويعرض المهرجان أكثر من 100 فيلم قصير جديد كل عام. وهو عبارة عن منصة ثقافية وتعليمية قوية توحد صانعي الأفلام الأوكرانيين والأجانب وتقدمهم للجمهور الأوكراني المحترف ذو الخبرة.

## برنامج المنافسة
تشارك أفلام قصيرة من جميع أنحاء العالم في المهرجان. يمكن للمشاركين من أي بلد إرسال نموذج طلب. يعرض المهرجان أكثر من 100 فيلم قصير جديد كل عام. الأفلام المختارة في كل فئة مؤهلة للحصول على العديد من الجوائز. كما يمكن للمشاهدين مشاهدة أفلام من برنامج غير تنافسي.

### الجوائز
- الجائزة الكبرى لمهرجان ويز-آرت (في كلتا المسابقتين)[5]

المنافسة الدولية:
- أفضل مخرج
- جائزة الجمهور

المنافسة المحلية:
- أفضل فيلم أوكراني
- جائزة الجمهور

## هيئة التحكيم
تنتخب إدارة المهرجان لجنة التحكيم. وعادة ما يكون هناك العديد من الضيوف الأجانب في لجنة التحكيم، يمثلون بالضرورة السينما الأوكرانية. المشاركون في لجنة التحكيم هم من المخرجين المحترفين والمبدعين والمنتجين السينمائيين. عبر ثمان سنوات من بداية المهرجان، كان ممثلو لجنة التحكيم هم: روث باكستون (اسكتلندا) وديفيد ليندنر (ألمانيا) وفنسنت مون (فرنسا) وإيغور بودولتشاك (أوكرانيا) وأشيكتان أوزان (تركيا) وآنا كلارا إلين آرين (السويد) وكاتارزينا غونديك (بولندا) وكريستوف شوارتز (النمسا) وغونهيلد إنغر (النرويج) وسيمون ستيمبلوسكي (بولندا) وفيليب إلسون (المملكة المتحدة) وغيرهم.

## تاريخ المهرجان

### 2008
20-22 نوفمبر 2008 - مهرجان ويز-آرت الدولي الأول للفنون البصرية. كانت هناك عروض لأفلام شون كونواي (المملكة المتحدة) وبوريس كازاكوف (روسيا) وميلوس توميتش (صربيا) وفولكر شراينر (ألمانيا) وعرض استعادي لأعمال الفنانة الطليعية الشهيرة مايا ديرين (الولايات المتحدة). عُرضّ 50 فيلما، منها 10 كانت أفلام قصيرة لصانعي الأفلام الأوكرانيين الشباب.

### 2009
23-25 مايو 2009 - مهرجان ويز-آرت الدولي الثاني للفنون البصرية. كان من ضمن الضيوف المميزيين صانع الأفلام والشاعر البريطاني جوليان جيندي والمخرج الألماني مارتن سولزر مخرج فيلم (شباب الريف) وكيفن كيرهينبافير والمنتج والمعلم الروسي فلاديمير سمورودين. كانت هناك عروض بصرية ذات رؤية محولة وتواجدت فرقة ناداتا سونا. كما كانت هناك عروض استعادية لأعمال سكوت باجانو وديفيد أورايلي وعرض أفضل أفلام مدرسة السينما في زلين (جمهورية التشيك) وستوكهولم (السويد) وهامبورغ (ألمانيا). قدم كل من مهرجان غولدن أبريكوت يريفان السينمائي الدولي ومهرجان البطيخ المبكر السلوفاكي (براتيسلافا) برامجهم. وفي المُجمل، عُرضّ 100 فيلم قصير.

### 2010
20-23 مايو 2010 - مهرجان ويز-آرت الدولي الثالث للأفلام القصيرة 2010. كان الضيوف المميزون وأعضاء لجنة التحكيم هم المخرج التركي أوزان أشيكتان والفنان الإعلامي السلوفاكي أنطون سيرني والمخرجة السويدية آنا كلارا أورين والمنتج الأوكراني ألكسندر ديبيش. حضر المهرجان مخرجون من أيرلندا (توني دونوهيو) ومن إسبانيا (فرناندو أوسون) ومن البرتغال (آنا مينديز) ومن بولندا (توماش جوركيفيتش) وأوكرانيا (آنا سمولي وغريغوري ديمتري ريد والسيدة إرمين). كانت هناك عروض استرجاعية لأفلام قصيرة من فنلندا وآسيا. عُرضّ أفضل أفلام المهرجانات في إيطاليا (القصيرة من النساء) وروسيا (البداية). حصل فيلم «يوم الحياة» (من إخراج جون كووك، هونغ كونغ) على الجائزة الكبرى. شارك 105 فيلم من 30 دولة في البرامج التنافسية وغير التنافسية.

### 2011
26-29 مايو 2011 - مهرجان ويز-آرت الدولي الرابع للأفلام القصيرة 2011. كان ضيوف وأعضاء لجنة التحكيم هم المخرجة الاسكتلندية روث باكستون والمنتج الألماني ديفيد ليندنر والمخرج الأوكراني إيغور بودولتشاك. حضر تومي موستنييمي (فنان فيديو، فنلندا) ومايك مودجي (صانع أفلام، ألمانيا) وإميل ستانغ لوند (مخرج، النرويج) ومورتن هالفورسن (مخرج، الدنمارك) وأرمين ديرولف (مخرج، ألمانيا) وآخرون المهرجان. كانت هناك عروض استرجاعية لأفلام قصيرة للقسم الناطق بالفرنسية من كندا ورسوم متحركة فرنسية وبرنامج خاص للأفلام الأوكرانية القصيرة. عُرضّ 98 فيلمًا في البرامج التنافسية وغير التنافسية. حصل فيلم الرسوم المتحركة «كوينتين الصغير» (من إخراج ألبرت تي هوفت وباكو فينك، هولندا 2010) على الجائزة الكبرى.

### 2012
26-29 يوليو 2012 - مهرجان ويز-آرت الدولي الخامس للأفلام القصيرة 2012. كان الضيوف الخاصون وأعضاء لجنة التحكيم هم المخرج والرحالة الفرنسي فنسنت مون والمخرج الأيسلندي إيزولد أوهادوتير ومنسق مهرجان مولوديست الدولي إلكو جلادستين (أوكرانيا) والمخرج الأيرلندي بول أودوناهو، المعروف أيضًا باسم أوكيوسونيك والمخرج والمنتج الكندي فيليكس دوفور لابرير. وحضر المهرجان المخرج المجري ومنظم مهرجان بوشو تاماس هابيلي والمخرج الأوكراني ألكسندر يودين وماكس أفاناسييف ولاريسا أرتيوهينا. كانت هناك عروض استرجاعية للأفلام المجرية والإيطالية القصيرة، فضلاً عن عروض الأفلام الأوكرانية الشابة «اصرخ، لكن أطلق النار» (اقتباس من ألكسندر دوفجنكو) شارك فيها مخرجون. كجزء من ويز-آرت 2012، أُتيحّ للجمهور فرصة زيارة معمل ويز-آرت - مدرسة سينمائية قدم فيها المشاركون وضيوف المهرجان محاضرات ودروس رئيسية. عُرضّ 98 فيلمًا من 38 دولة في برامج تنافسية وغير تنافسية. كانت الجائزة الكبرى من نصيب فيلم فنغوس (من إخراج تشارلوت ميلر، السويد، 2011).

### 2013
24-29 يوليو 2013 - مهرجان ويز-آرت السادس للأفلام القصيرة 2013. كان من ضمن الضيوف المميزيين: فيليب إيلسون، مدير مهرجان لندن للأفلام القصيرة والمخرج النمساوية ماريا سيغريست والمخرج الأوكراني دميترو سوكوليتكي سوبشوك والمخرج النمساوي فلوريان بوكلاتكو والمخرج الليتواني روماس زاباروسكاس. حصل فيلم «الاحتمالات» (من إخراج فلوريان بوكلاتكو، النمسا، 2012) على الجائزة الكبرى - وهو قصة عميقة حول قضايا أكبر على المحك تتعلق بالوقت الذي نعيش فيه. الفائزون الآخرون في ويز-آرت 2013 هم: أفضل مخرج - تاركوين نيزرواي عن فيلم «النهر» (أستراليا، 2012)، أفضل سيناريو - «المبكر» (غونهيلد إنغر، النرويج، 2012)، ترشيح مميز - «جامون» (إريا لوبيز، المملكة المتحدة، 2012)، جائزة الجمهور - «المس وانظر» (تاراس درون، أوكرانيا، 2013).

### 2014
24-27 يوليو 2014 - مهرجان ويز-آرت الدولي السابع للأفلام القصيرة 2013. كان من ضمن الضيوف المميزيين وأعضاء لجنة التحكيم: غونهيلد إنغر والمخرجة النرويجية كاترينا جورنوستاي والمخرجة الأوكرانية سيمون ستيمبلوسكي ومدير مهرجان الأمواج القصيرة (بولندا) وميكيتا ليسكوف، مخرج ورسام رسوم متحركة أوكراني وفولوديمير تايخي، مدير فني لمشروع بابل 13 وأولها ماكارشوك، مخرجة رسوم متحركة أوكرانية وليزا ويبر، صانعة أفلام نمساوية وإسماعيل نافا أليخوس، مخرج سينمائي مكسيكي. تكون برنامج المسابقة من 15 فيلماً قصيراً من جميع أنحاء العالم. واحتوي برنامج المنافسة الوطنية على 11 فيلمًا أوكرانيًا قصيرًا. أيضًا، قدمّ ويز-آرت 2014 برنامجًا وثائقيًا خاصًا مخصصًا للأفلام القصيرة حول أحداث أوروميدان واستعراضات لأفضل فيلم أوكراني كلاسيكي قصير في القرن العشرين. تألفّت مدرسة ويز-آرت السينمائية وهي مؤسسة تعليمية من محاضرات وجلسات أسئلة وأجوبة واجتماعات وورش عمل مع ضيوف المهرجان.

## وصلات خارجية
- الموقع الرسمي